# Стефан I (патріарх Константинопольський)
Стефан I (867 — 18 травня 893) — константинопольський патріарх у 886—893 роках. Був наймолодшим патріархом.

## Життєпис
Походив з Македонської династії. Син імператора Василя I та Євдокії Інгеріни. Народився у 867 році в Константинополі. Вважав порфірогенетом, тобто народженим, коли батько вже став володарем Візантії. З дитинства Стефану була обрана духовна кар'єра, а для того, щоб він не відмовився від неї, за наказом батька Стефана було кастровано. Отримав відповідну освіту, замолоду стає ченцем.
У 886 році після сходження на трон його брата Льва VI патріарха Константинополя Фотія I було повалено. Замість нього патріархом став Стефан. Не залишив після себе жодних значних вчинків або ідей. Очолив урочисте перепоховання вбитого імператора Михайла III в мавзолеї біля Церкви Дванадцяти апостолів. Не протидіяв спробам брата-імператора втручатися у справи церкви.
Помер у 893 році. Поховано в Сікеллійскому монастирі. За його благочестя приєднаний до лику святих (день пам'яті 18 травня). Після його смерті Лев VI, за порадою свого сановника Стіліана призначив на патріаршу кафедру Антонія.